# Parque Celso Daniel
O Parque Celso Daniel, ou Parque Prefeito Celso Daniel, é um parque público localizado no Bairro Jardim, na cidade de Santo André (São Paulo), e é um dos principais pontos turísticos e opções de lazer da cidade. Conta com área de 64 mil m², opções de lazer e infraestrutura básica como lanchonetes, banheiros, vestiários, corrimãos e rampas de acesso adaptada para pessoas com deficiência. Anteriormente, o parque era conhecido como Parque Duque de Caxias, mas teve seu nome alterado em 2002 para homenagear o ex-prefeito de Santo André assassinado Celso Daniel.

## História
O parque foi fundado em 12 de maio de 1974 a partir da desapropriação de um terreno de posse da empresa General Electric, a qual havia comprado a propriedade para implantação de uma área de lazer para seus funcionários. Anteriormente, a propriedade pertencia a Luiz Monteiro de Carvalho, que a havia comprado de Abílio Soares.
No parque encontra-se uma figueira centenária e tombada como patrimônio cultural da cidade desde 1992. 
No ano 2000 o espaço passou por uma reforma, ampliando sua área em cerca de 3,5 mil m² de área verde e adicionando uma entrada, que se localiza na Avenida Industrial e se tornou a entrada principal do parque.
Logo após a morte do ex-prefeito Celso Daniel, o político João Avamileno, que assumiu a prefeitura no lugar do colega, rebatizou o então Parque Duque de Caxias para Parque Celso Daniel. O ex-prefeito assassinado possuía grande apreço por esse local de área verde.

## Estrutura
O parque possui, além da infraestrutura básica, espaços de lazer e descanso como os seus 122 conjuntos de bancos, 33 praças de descanso, pista de cooper, playgrounds e quadras. Em 2005, avaliou-se que o parque possuía cerca de 4,2 mil visitas diárias e cerca de 16 mil pessoas aos finais de semana. Anteriormente, chegou a ser o único parque aberto 24 horas por dia na cidade de Santo André. Atualmente porém, possui horário de funcionamento das 6h da manhã até as 22h da noite.
Além disso, o espaço costuma também sediar eventos da Secretaria da Cultura da cidade, como o tradicional Festival das Flores, que teve sua 46ª edição em 2019, o Festival do Morango e Chocolate, entre outros.